# Robert Robinson
Pour les articles homonymes, voir Robert Robinson (basket-ball) et Robinson.
Robert Robinson, né le 13 septembre 1886 à Chesterfield, Angleterre et mort le 8 février 1975 dans le Buckinghamshire, Angleterre, est un chimiste britannique spécialiste de la chimie des substances naturelles des plantes (pigments, alcaloïdes) et lauréat du prix Nobel de chimie de 1947.

## Biographie
Il est anobli en 1939. Il est lauréat du prix Nobel de chimie de 1947 « pour ses recherches sur les substances végétales ayant une importance biologique, particulièrement les alcaloïdes ». Il reçoit l'Ordre du Mérite en 1949.
Il est élu membre de la Royal Society et en est son président de 1945 à 1950.
Il est lauréat de la Médaille Davy en 1930, de la Royal Medal en 1932, de la médaille Copley en 1942, du Faraday Lectureship de la Royal society of chemistry, de la Médaille Franklin en 1947 et de la médaille Priestley en 1953. Sa seconde épouse est décédée en 1976.